# Kaján Tibor
Kaján Tibor, Kalász, Klein (Miskolc, 1921. március 3. – Budapest, 2016. május 16.) kétszeres Munkácsy Mihály-díjas magyar grafikus, karikaturista, érdemes és kiváló művész. A Magyar Művészeti Akadémia tagja (1997–2012). A magyar és egyetemes karikatúraművészet meghatározó, iskolateremtő művésze. „Történelmi okok” miatt – túlkorosan – csak huszonnégy évesen kezdhette el főiskolai tanulmányait. Az alakuló Ludas Matyinak viszont egyik legfiatalabb alapító tagja volt.
„Alkotásaiból bölcs mosoly sugárzik, s a rejtett összefüggéseket tárják fel. Miként mondja: elég rossz rajzokkal kezdett, sok volt a mondanivalója, amit nem tudott áttenni grafikába. Mostanra ez megoldódott: kevés a mondanivalója, így aztán jobban ki tudja fejezni magát.”

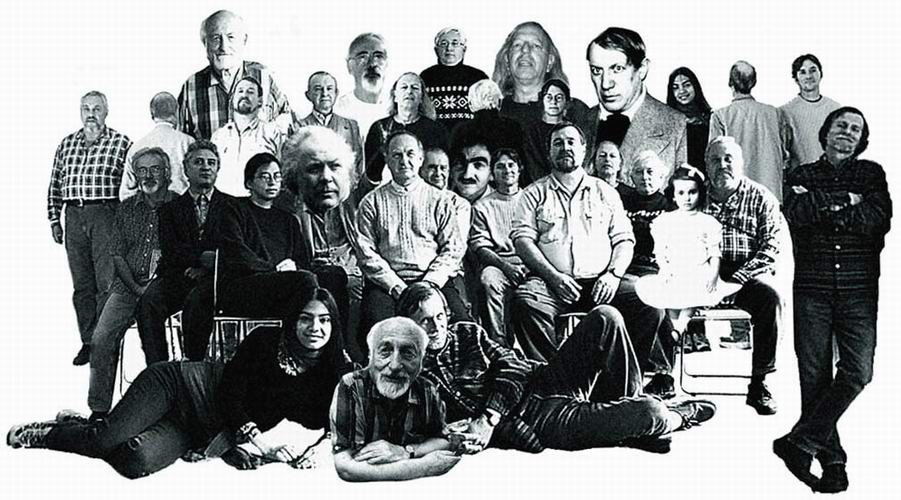
A Koksz műhely csoportképén. Felső sor: Kaján, Fenekovács, Jelenszky, Kemény, ismeretlen (valami Pablo...), Makina, Császár (háttal), Árvay. Alattuk: Halász, Sajdik (háttal), Szalay, Bojcsuk, Kemény, Jelenszky (háttal), Varga. Ülő sor: Fenekovács, Lipták, Varga, Daumier (hogy került ide?), Sajdik, Bojcsuk Szerényi, Árvay, Szalay, Kemény, Jelenszky, Ismeretlen XIX. századi gyermek, Halász. Jobb szélen áll: Tettamanti. Fekvő sor: Makina, Kaján, Tettamanti

## Életútja
Miskolcon, az Arany János utcában született. 5-6 éves korától a rajzolás jelentette számára a legönfeledtebb játékot, elfoglaltságot. Édesapja járatta Az Újságot, ennek vasárnapi mellékletében mindig közöltek karikatúrákat.
Iskolai tanulmányait a Deák utcai Hunfalvi Reáliskolában kezdte el, ahol Veszprémi tanár úr fedezte fel tehetségét, és biztatta karikatúrák rajzolására. A család Budapestre költözése után a Vörösmarty Reál Iskola tanulója lett. Ötödikes korában Tokaji Nagy Béla természetrajztanárról készített karikatúrája társai elismerése mellett igazgatói megrovást és egy nevelő célzatú osztályismétlést is eredményezett. „Te botrányt okoztál, az ilyen kaján alakra nincs szükségünk, csak rontják az osztály szellemét!” – mondta a sértett pedagógus. Ezután társai csak így hívták, később művésznévként is megfelelt ez a minősítés.
Tizenegy éves korában elveszítette édesanyját. Egy évre Miskolcra került a rokonokhoz. A tizenkét tagú, pékséget üzemeltető Róth dinasztia befogadta, gyakran felülhetett a lovas kocsi bakjára, megszerette a paraszt-zsidó életet.
Legnagyobb hatással a Pesti Naplóban publikáló Gáspár Antal volt rá. Gáspár műveinek reprodukálása jelentette számára a kihívást. Szabadkézirajz-tanára, Farkasfalvy Imre felfigyelt rá, és elmondta véleményét próbálkozásairól.
Érettségi után a főiskolára nem jelentkezhetett, Óbudán a Gutmann és Fekete Harisnyagyárban helyezkedett el. Huszonegy éves, amikor munkaszolgálatra Galántára vezénylik. A következő állomás Ungváron át Turjaremete; követ tör, utat épít a hegyen át Perecseny felé. A sors fintora: a műtárgy később a német helyett a szovjet csapatok mozgását segítette.
Később Esztergom és Debrecen lesz az „állomáshelye”. A cívis városban a Hunyadi páncélosok eltűnése után hirtelen szabad lesz; az ostromlott Budapest helyett Szeged lesz átmeneti lakóhelye.
1945 és 1950 közt a Képzőművészeti Főiskola hallgatója; mesterei voltak: Berény Róbert, Kmetty János, Barcsay Jenő és Koffán Károly. 1945-ben a Ludas Matyi egyik legfiatalabb alapító tagja. Közel két évtizedig jelentek meg itt rajzai. A főszerkesztővel, Tabi Lászlóval azonban konfliktusa támadt és távozott, illetve távozni kényszerült a laptól. Ezt követően tizennégy éven át a Tükör című hetilap munkatársa. 1978-tól a jogfolytonos, de művészeti hetilapként aposztrofált Új Tükör főmunkatársa. Ennek megszűnése után több lapban (Magyar Hírlap, Magyar Nemzet, Népszabadság, Magyar Filozófiai Szemle, Lyukasóra, Új Írás, Hócipő) is rendszeresen publikált.
Ő hozott létre és gyakorolt egy sajátos műfajt, a nekrológkarikatúrát, amelynek hőse egy-egy, a művész által tisztelt vagy hozzá közel álló személy, akinek halála után összefoglaló, mintegy emblémajellegű rajzot készít, köztük volt Charlie Chaplin, Einstein, Liszt Ferenc, Beethoven, Mándy Iván stb.
Alkotásainak egy-egy részét több közgyűjtemény (a bázeli Sammlung Karikaturen und Cartoons, az Országos Széchényi Könyvtár, a Petőfi Irodalmi Múzeum és a pécsi Képzőművészeti Gyűjtemény) őrzi.
Az MTV 1970-ben készített Karikatúra című filmsorozata Kaján portréjával indult.
2002-ben Moldova György Történelem óra címmel riportkönyvet írt a művészről.
Egy zuglói lakótelepen lakott. Kossuth-díjra csak felterjesztették, de művészetét a mindenkori hatalom ilyen magas szinten nem ismerte el.
Kilencvenedik születésnapján szülővárosában, egykori iskolájában önálló kiállítása nyílt. Budapesten lakása előtt – flashmob (villámcsődület) keretében – barátai tízperces tapssal ünnepelték.
Kilencvenötödik születésnapján (2016. márc. 3.) a Spinoza Házban nyílt kiállítás tiszteletére: Hommage à Kaján Tibor. Karikaturista pályatársai saját, ill. Kaján-karikatúrák felhasználásával tisztelegtek a Mester előtt (az esemény nyomán katalógus is készült) .

## Méltatások
Gádor Béla

    ...Én ismerem Kaján Tibort és mondhatom, hogy egyáltalán nem tréfás fickó. Komoly ember, mint te, hasznos tagja a társadalomnak, többszörös családapa. Merem állítani, hogy kitűnően le tud rajzolni egy embert úgy, hogy szeme, szája, orra, lelke a helyén van és megszólalásig hasonlít arra, akit lerajzolt. Mégis, miért rajzol így? Hogy megnevettessen? Szó sincs róla! Ez a szándék távol áll tőle. Kaján, a karikaturista, egyszerűen olyannak látja a világot, mint amilyennek rajzolja. Egy különös, kifordított világban él, ahol óriási többségben vannak a hosszú orrok és pisla szemek. Nem rajzol ő viccesen, dehogyis! Ő pontosan rajzol, azt rajzolja le pontosan, amit lát és ebben rejlik az ő művészi titka.

Esterházy Péter

    ...Ez a művészet úgy beszél a múltunkról, erről a szürke, szűk diktatúráról, hogy pillanatra sem lesz provinciális. És ami igen ritka: nem látszik rajta a diktatúra ujjnyoma. Ez az ember élhetett volna Párizsban vagy New Yorkban. És azt is látjuk, hogy itt élt, él... a pozitív tulajdonságokkal játszik, azokat túlozza, kavarja: rajzolja.

## Akadémiai székfoglaló
Részlet

## Önálló kötetei
- Kaján Tibor: Kaján rajzok; Magvető, Bp., 1955
- Kaján Tibor: Meglepő táblák; Képzőművészeti Alap Kiadóvállalat, Bp., 1959
- Tibor Kaján: Circus Maximus (németül); Eulenspiegel, Berlin, 1962
- Kaján Tibor: Circus Maximus; Corvina, Bp., 1963
- Dalmáth Ferenc– Kaján Tibor: Pesti panaszkönyv; Kossuth, Bp., 1966
- Kaján lexikon. 259 ábrával; Corvina, Bp., 1969
- Tibor Kaján: Apropos... Karikaturen (németül); Eulenspiegel, Berlin 1972
- Kaján Tibor: Kaján képernyő; Minerva Kiadó és Szolgáltató Kft., Bp., 1973
- Kaján Tibor: Zenit és radír; Corvina, Bp., 1980
- Kaján tükör. Kaján Tibor 160 válogatott rajza az Új Tükörből; Lapkiadó Vállalat, Bp., 1986
- Kaján Tibor: Rajzolok, tehát vagyok; Magyar Írószövetség–Belvárosi, Bp., 1996 (Bibliotheca Hungarica sorozat)
- Kaján Tibor: Apropó kultúra = Apropos Kultur (ford. németre, Csokonai Attila, utószó Esterházy Péter); Fekete Sas, Bp., 1999
- Kaján Tibor–Szále László: Elrajzolt demokrácia. A rendszerváltás 15 éve; Arión, Bp., 2004
- Kaján Tibor–Martin József: Karikatúra a betűtengerben; Mundus, Bp., 2005
- Kaján Tibor: Élet–Művészet; Arión, Bp., 2009
- Grafománia. Kaján Tibor vázlatkönyve, 1950-2011 (utószó: Sugár János); kArton Galéria, Bp., 2011, [164] o., ill.
- Kaján klinika. Kaján Tibor grafikusművész rajzai orvosokról, betegekről; Bones Kiadó, s.l., s.a.

## Könyvillusztrációk
- Vlagyiszlav Minajev: Amerikai Gestapo; ford. Nyilas Vera; Művelt Nép Könyvkiadó, Bp., 1953
- Tabi László: Humorban pácolva; Magvető, Bp., 1955 (Vidám könyvek sorozat)
- Fedor Ágnes–Kovács Judit–Osvát Katalin: Vidám illemtan, kezdőknek és haladóknak 12 leckében; Móra, Bp., 1958
- Tabi László: Mesterségem címere; Szépirodalmi Bp., 1958
- Csató István: Robotgépek; Móra, Bp., 1960
- Darvas Szilárd: Bizisten nem kötekedem. Humoreszkek és irodalmi paródiák; Magvető, Bp., 1961 (Vidám könyvek sorozat)
- Gergely István: Mai lakás, mai ízlés; Magyar Nők Országos Tanácsa–Kossuth, Bp., 1961
- Székely János: Törd a fejed! 3000 kérdés – 3000 felelet; Minerva, Bp., 1961
- Csató István: Okos gépek; Móra, Bp., 1964
- Christian Morgenstern: Akasztófa-énekek; Magyar Helikon, Bp., 1965
- Gádor Béla: Miért lettem pesszimista?; Szépirodalmi, Bp., 1966
- Horváth Ilona–F. Nagy Angéla: Szakácskönyv (4. bőv. és átd. kiadás); Magyar Nők Országos Tanácsa–Kossuth, Bp., 1967
- Fábián Katalin: Szerelők és műszerészek; Tankönyvkiadó, Bp., 1968
- Csató István: A kibernetika. Az információ forradalma; Kossuth, Bp., 1969
- Feleki László: Ki mondta, hogy ezek versek?; Magvető, Bp., 1970
- Katsányi Sándor–Könyves-Tóth Lilla: Fölfedezem a könyvtárat. Irodalomhasználati kézikönyv középiskolások számára; Országos Széchényi Könyvtár Könyvtártudományi és Módszertani Központ–Népművelési és Propaganda Intézet, Bp., 1973
- Kocsis Ferenc: Egy százalék; Építésügyi Tájékoztatási Központ, Bp., 1973
- Csató István: A számítógép az ön szolgálatában; Kossuth, Bp., 1975
- Feliksz Lev: Figyelem a fiamat; Kozmosz könyvek, Bp., 1975
- Bogdánfi Sándor: Magyari sirodalom; Forum, Újvidék, 1976
- Kellér Dezső: Leltár. Naplómból, 1974-1975; Szépirodalmi, Bp., 1976
- Molnár Gál Péter: Színházi holmi; Kozmosz Könyvek, Bp., 1976
- Kovács Judit–Osvát Katalin: Nemcsak illemtan; Móra, Bp., 1978
- Kornyej Csukovszkij: Járni tanul a szó. Portré a gyermekről (ford. Réz András); Tömegkommunikációs Kutatóközpont, Bp., 1979 (Membrán könyvek sorozat)
- Ember Mária: Nevetséges; Kozmosz Könyvek, Bp., 1979
- Galsai Pongrác: Nézzük a tévét; Gondolat, Bp., 1979
- Királyhegyi Pál: Első kétszáz évem; Gondolat, Bp., 1979
- Timár György: Nem én írtam. Irodalmi karinthkatúrák; Szépirodalmi, Bp., 1979
- Matheidesz Mária: The Name of the Game... Nyelvi játékok az angol nyelv tanításához; Tankönyvkiadó, Bp., 1982
- A. A. Milne: Micsoda négy nap! (ford. Karinthy Frigyes); Európa, Bp., 1982
- Balázs Géza: Firkálások a gödöllői HÉV-en; ELTE Magyar Nyelvtörténeti és Nyelvjárási Tanszék–MTA Nyelvtudományi Intézete, Bp., 1983
- Élettelen élettársak (szerk. Galsai Pongrác); Kozmosz Könyvek, Bp., 1983 (ISBN 9632115422)
- Timár György: Ezt sem én írtam. Újabb irodalmi karinthkatúrák; Szépirodalmi, Bp., 1983
- Kaposy Miklós: Umbulda. Riportszatíra; Idegenforgalmi Propaganda és Kiadó Vállalat, Bp., 1984
- Kishont Ferenc: Veszett ernyő nyele; Európa, Bp., 1984 (Vidám könyvek sorozat)
- Ember Mária: Viccgyűjtemény; Minerva, Bp., 1985
- Jerzy Wittlin: Ne hagyd magad lerázni!; Európa, Bp., 1985 (Vidám könyvek sorozat)
- Bíró András: Berda a sírból; Szépirodalmi, Bp., 1986
- Székely János: Törd a fejed! Gondolat, Gondolat, Bp., 1986 (ISBN 9632816749)
- Evelyn Waugh: A megboldogult; Európa, Bp., 1986
- Moldova György: Az Abortusz-szigetek. Szatírák, történetek; Magvető Bp., 1989
- Kovácsi Mária: Itt magyarul beszélnek. Magyar nyelvkönyv kezdőknek angol, francia és német nyelvű magyarázatokkal; Nemzeti Tankönyvkiadó, Bp., 1993
- Gelléri Ágnes: Léleksimogató. Szógyógyszerek; magánkiadás, Bp., 1995
- Joseph Pulitzer emlékdíj, 1991-1994; MHB Kurátor Kft.–Joseph Pulitzer Emlékdíj Alapítvány, Bp., 1995
- Örkény István emlékkönyv; Pesti Szalon, Bp., 1995
- Székhelyi József: Ombudsman a súgólyukban; PC-Start Stúdió, Bp., 1996
- Kovácsi Mária: Magyar nyelvkönyv haladóknak; 1997
- Moldova György: A rövid élet titka; Dunakanyar 2000, Bp., 1997
- "XX. század, lelépni!". Moldova György kalendáriuma a 2000. évre; Kertek 2000, Bp., 1999
- Balázs Tibor: Maforizmák; (3. bőv. kiad.); Littera Nova, Bp., 1999
- Ember Mária: 66 Witze aus Budapest; Corvina, Bp., 1999 (Minibuch sorozat)
- Bóc István: Gondolkodom, tehát nyerek; Typotex, Bp., 2000
- Timár György: Nevető lexikon és agyrémszótár, Fekete Sas, Bp., 2000
- Gyárfás Endre: Gulliver utolsó utazása. Szatírák, humoreszkek és egy kisregény; PolgART–Tipográfia Múzeum Alapítvány, Bp., 2001
- Bóc István: 5+1 perces krimik; Szukits, Szeged, 2003 (Meglepetés könyvek sorozat)
- Bóc István: A szerencse titkai; Typotex, Bp., 2004
- Kenessei András: Őszinte részvényem avagy: hogyan tőzsdézzünk? Bevezetés kezdőknek, kivezetés haladóknak; PuttoPress, Bp., 2004
- Tarts Nyugatnak! A világirodalom legszebb novellái magyar írók ajánlásával; szerk. Tóbiás Áron; Arión, Bp., 2004
- Bóc István: A kriminális hetedik bé. Olvasmány felsősöknek; Typotex, Bp., 2005
- Karczag Judit: Iskolakerülő. Egy pszichológus vallomásai; Trefort, Bp., 2005
- Ágai Ágnes: Abszurdkák. Epés epigrammák, aforizmák és egyéb gondolatjátékok; Prexton, Bp., 2006
- Dalos László: Sóspereccel kezdődött. Egy színházi hírhajhász feljegyzései. Történetek filmről, színházról, muzsikáról; Arión, Bp., 2006
- Szakács Gyula: Út a pokolba. Az élet aforizmái; Révai Digitális Kiadó, 2006
- Zöldi László: Lefülelt mondatok. Művészek, politikusok, újságírók, írók, sportolók és egyebek mondták az ezredforduló előtti meg utáni évtizedben; Pallas, Bp., 2006
- Mihályi Gábor–Najmányi László: Progresszió és avantgárd; Új Világ–Antonin Liehm Alapítvány, Bp., 2007 (Európai kulturális füzetek sorozat)
- Sándor György: A Föld hátán. Tessék kapaszkodni!; Pont, Bp., 2007
- Volt egyszer egy lap. Nyugat. Válogatás 34 évfolyam írásaiból; Arión–Pallas, Bp., 2008
- Karinthy Frigyes: Szomorú vasárnap. Karcolatok, humoreszkek, novellák; Arión, Bp., 2010
- Némethi Lajos: GriMaszk. Versek a színházról; Herendi 2004, Miskolc, 2010
- 2x1 perces novellák. Tisztelet Örkény Istvánnak; szerk. és bev. Kirschner Péter, ill. Réber Lászlóval; Tevan Alapítvány–Magyar Zsidó Kulturális Egyesület, Bp., 2012
- Ottlik + mások. Tisztelet Ottlik Gézának; Tevan Alapítvány, Bp., 2012 (Tevan könyvtár sorozat)
- Ranschburg Jenő: Családi kör; Saxum, Bp., 2012

## Egyéb közreműködés
- Réber László karikatúrái; bevezette Kaján Tibor; Képzőművészeti Alap, Bp., 1957
- Paprika. A collection of cartoons by several of Hungary's leading humorists (angolul, többekkel), szerk. Gerő Sándor; London, Souvenir Press, 1959
- Mindenki benne van! (karikatúraalbum többekkel); szerk. Földes György; Kossuth, Bp., 1960
- Grotex. Szatirikus magazin (szerk. Kaján Tibor); Magyar Újságírók Országos Szövetsége, 1969 dec. (alkalmi kiadvány)
- Metropolis (karikatúraalbum többekkel); Corvina, Bp., 1971
- Vigyázat! (környezetvédelmi animációs film); 1973
- Fanyar Tudomány, 1978. szilveszter. A Magyar Tudományos Akadémia Félreértesítője/MZ/X. kötet. Új árfolyam I. kötet. Újévelődő ne szólj szám... különszám; (a Magyar Tudomány MTA-folyóirat lapparódiája, alkalmi kiadvány, többekkel); "Kifakadémiai Beadó" [Akadémiai Kiadó], Bp., 1978
- Erről jobb nem beszélni. 9 karikaturista 99 karikatúrája mai fiatalokról (szerk. Kaján Tibor); Móra, Bp., 1981
- Kaján Tibor: Caricare necesse est; Buzinkay Géza: Rejtett összefüggéseket leleplezni. Beszélgetés Kaján Tiborral; in: Magyar Média (sajtótudományi folyóirat), 2001/3
- Moldova György: Történelemóra. Párbeszéd Kaján Tiborral; Urbis, Bp., 2002
- Kaján Tibor: Két pólus között egy szikra; in: Hovanyecz László: Értékteremtők 2011; Kossuth, Bp., 2011

## Kiállításai
- 1974
  - Budapest, Petőfi Irodalmi Múzeum (Önmegvalósítás – megny. Rigó László, közrem. Darvas Iván, 1974. szept. 20.)
  - Szeged, Móra Ferenc Múzeum (megny. Pethő Tibor, 1974. szept. 15.)
- 1975
  - Tata, Művelődési Központ
  - Veszprém, Művelődési Központ
  - Miskolc, Nehézipari Egyetem
- 1978
  - Siófok, Dél-Balatoni Kulturális Központ [Sajdik Ferenccel és Várnai Györggyel]
- 1979
  - Szombathely, Tanítóképző Főiskola
  - Budapest, Fészek Klub
- 1980
  - Bécs, Collegium Hungaricum
  - Kaposvár, Tanárképző Főiskola
- 1981
  - Komárom, Művelődési Központ
- 1982
  - Budapest, Dorottya utcai Galéria
- 1983
  - Antibes
  - London, Sárközi Kiállítóterem
- 1987
  - Köln
  - Bonn
  - Bielefeld
- 1995
  - Jeruzsálem, Budapesti Művészeti Hét
- 1996
  - Budapesti Városvédő Egyesület
- 1997
  - Budapest, Fészek Klub
  - Szeged, Kass Galéria
- 2001
  - Budapest, Katartik Galéria (80. születésnapi kiállítás – megny. Kupa Mihály, közrem. Csáki András gitárművész, 2001. márc. 2.)
  - Budapest, Petőfi Irodalmi Múzeum (Fej és írás – megny. Szakonyi Károly, 2001. dec. 12.)
- 2003
  - Szeged, Fekete Ház
  - Budapest, Spinoza Ház
- 2004
  - Budapest, Spinoza Ház (Így élünk mi!, megny. 2004. szept. 1.)
- 2005
  - Budapest Vízivárosi Galéria, KOKSZ (Gyulai Líviusz, Jeleniczki István, Kemény György, Lipták György, Sajdik Ferenc, Szalay Pál, Szerényi Gábor és Tettamanti Béla társaságában)
- 2006
  - Budapest, Magyar Kultúra Alapítvány (Rajzolok, tehát vagyok – megny. Tettamanti Béla, 2006. okt. 6.)
  - Budapest, Haas Galéria (Rajzolok, tehát vagyok, megny. – 2006. nov. 11., egynapos alkalmi)
- 2011
  - Miskolc, Diósgyőr
  - Budapest, kArton Galéria és Múzeum (Vonalgondolatok, Archiválva 2016. szeptember 11-i dátummal a Wayback Machine-ben 90. születésnapja alkalmából – megny. Sugár János, 2011. júl. 5.)
- 2012
  - Berlin, Galeria Casablanca (KAJÁN und OSKAR – zwei große Karikaturisten; Ein Ostblick: KAJÁN, Budapest – páros kiállítás Hans Bierbrauerrel, megny. 2012. feb. 17.)
- 2016
  - Budapest, Spinoza Ház (Hommage à Kaján Tibor – kiállítás Archiválva 2016. augusztus 17-i dátummal a Wayback Machine-ben 95. születésnapján tisztelőitől-pályatársaitól, katalógus)

Részt vett – többek között – Bordighera, Montréal, Berlin, Köln, Bonn, Tokió, London, Antibes és Moszkva csoportos kiállításain.

## Díjak, elismerések
- Ezüst kupa (1953; 1963)
- Munkácsy Mihály-díj (1953; 1968)
- Érdemes művész (1975)

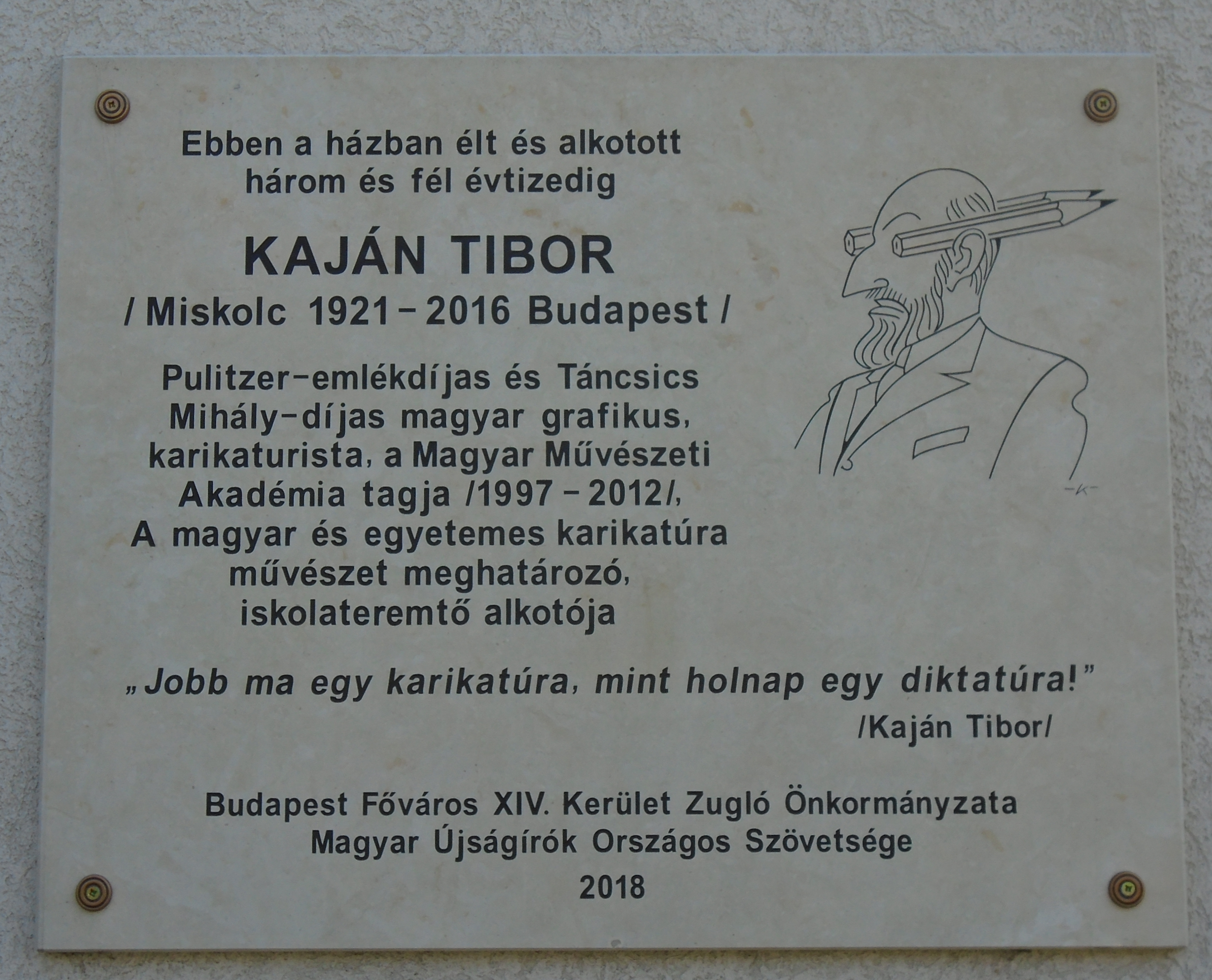
Emléktáblája Budapest XIV. kerületében

- Munka Érdemrend aranyfokozata (1981)
- Kiváló művész (1988)
- Pulitzer-emlékdíj (1992)
- Aranytoll (1994)
- Opus-díj (1996)
- A Magyar Művészeti Akadémia tagja (1997)
- A Magyar Köztársasági Érdemrend tisztikeresztje (1997)
- Herczeg Klára-díj (2001)
- A Magyar Köztársasági Érdemrend középkeresztje (2004)
- Táncsics Mihály-díj (2008)
- Hazám-díj (2010)
- Pro Urbe Miskolc (2010)
- Prima Primissima díj (2011)
- Zugló díszpolgára (2018)[16]

## Emlékezete
Emléktábláját 2018. május 24-én avatták fel zuglói lakóháza falán (Örs vezér tere 11-14.). Az ünnepélyes aktus hivatalos résztvevői: Karácsony Gergely (Zugló polgármestere), Bognár Nándor újságíró, Hargitai Miklós (MÚOSZ-elnök).
Az emléktábla szövege: Ebben a házban élt és alkotott / három és fél évtizedig // KAJÁN TIBOR / (Miskolc 1921–Budapest 2016) // Pulitzer-emlékdíjas és Táncsics / Mihály-díjas magyar grafikus, / karikaturista, a Magyar Művészeti / Akadémia tagja (1997–2012). / A magyar és egyetemes karikatúra / művészet meghatározó, / iskolateremtő alkotója // "Jobb ma egy karikatúra, mint holnap egy diktatúra!" / (Kaján Tibor) // Budapest Főváros XIV. Kerület Zugló Önkormányzata / Magyar Újságírók Országos Szövetsége / 2018

## Hang és kép
- MISKOLCTV: Kaján Tibor jubileumi kiállítás a Diósgyőri Gimnáziumban[halott link]
- Autogram..blog: Így rajzolt nekünk a 90 éves Kaján Tibor
- Kaján Tibor 90 (2011), miskolci kiállítás
- Boda Adrienn riportfilmje (2012): Kaján kisfilm

## Kapcsolódó információk
- Világökörség Karikatúra Magazin[halott link]
- Élet és Irodalom, Gervai András: Don Quijote – ceruzával Archiválva 2016. augusztus 21-i dátummal a Wayback Machine-ben
- Európai Kulturális füzetek – Buzinkay Géza: Rejtett összefüggéseket leleplezni
- Kaján – Karton – Karikatúra – Képregény: beszélgetés Kaján Tiborral (a művész 90. születésnapján, KKK és KOKSZ közös rendezvénye, 2011. dec. 15.)[1]
- Száz éve született Kaján Tibor, a vonal gondolatok alkotója (2021)

1. ↑  https://www.facebook.com/194837773877173/photos/a.194838610543756.53515.194837773877173/323489311012018/?type=3&theater